# Yas-Hotel

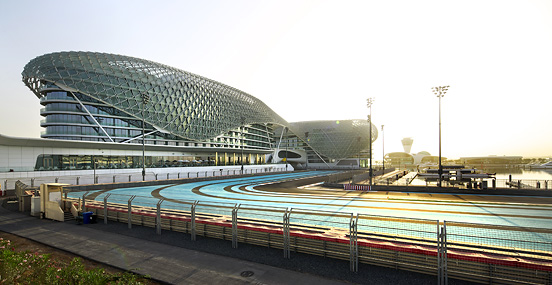
Yas Viceroi Hotel Abu Dhabi – Ansicht vom Innenraum der Rennstrecke

Das Yas-Hotel (arabisch فندق ياس, DMG funduq Yās) ist ein 5-Sterne-Hotel auf der Yas-Insel in Abu Dhabi. Es ist in die Autorennstrecke Yas Marina Circuit integriert, auf der am 1. November 2009 erstmals in Abu Dhabi ein Formel-1-Rennen stattfand. Das Yas-Hotel wird derzeit (Stand: Dezember 2011) von der Viceroy Hotel Group unter der offiziellen Bezeichnung Yas Viceroy Abu Dhabi gemanagt. 2019 wurde es zum W Abu Dhabi, Yas Island, gemanagt von Marriot, Bonvoy.
Das Hotel, das von Asymptote Architecture geplant wurde, befindet sich teils über Wasser, teils über Land. Es besteht aus zwei zwölfstöckigen Gebäuden, die zu beiden Seiten der Rennstrecke stehen. Hotelgäste können das Renngeschehen aus Gemeinschaftsräumen und von obenliegenden Brüstungen verfolgen.
Die Gebäude werden von einem 16.000 m² großen gekrümmten freitragenden Dach von Waagner Biro überspannt. Das Dach wird aus 5.100 rautenförmigen Glaspaneelen und 10.500 Verbindungselementen aus Stahl gebildet. Es ist mit Leuchtdioden bestückt und kann in wechselnden Farben leuchten.
Auf 85.000 Quadratmetern verfügt das Hotel über 499 Zimmer und acht Restaurants. Die Präsidentensuite ist mit Möbeln aus dem Museum of Modern Art in New York ausgestattet.